# Samira Sadalá
Samira Abdelazim Sadalá (21 de mayo de 1991) es una deportista egipcia que compitió en taekwondo. Ganó una medalla de oro en el Campeonato Africano de Taekwondo de 2010 en la categoría de –62 kg.

## Palmarés internacional
| Campeonato Africano | Campeonato Africano | Campeonato Africano | Campeonato Africano |
| Año                 | Lugar               | Medalla             | Categoría           |
| ------------------- | ------------------- | ------------------- | ------------------- |
| 2010                | Trípoli ()          | Medalla de oro      | –62 kg              |